# Cordillera de Agua Negra
La cordillera de Agua Negra es un cordón de montañas al este de la ciudad de Vicuña (Chile), al lado argentino de la frontera internacional entre la Región de Coquimbo y la Provincia de San Juan. Se cruza por el paso de Agua Negra.: 9 

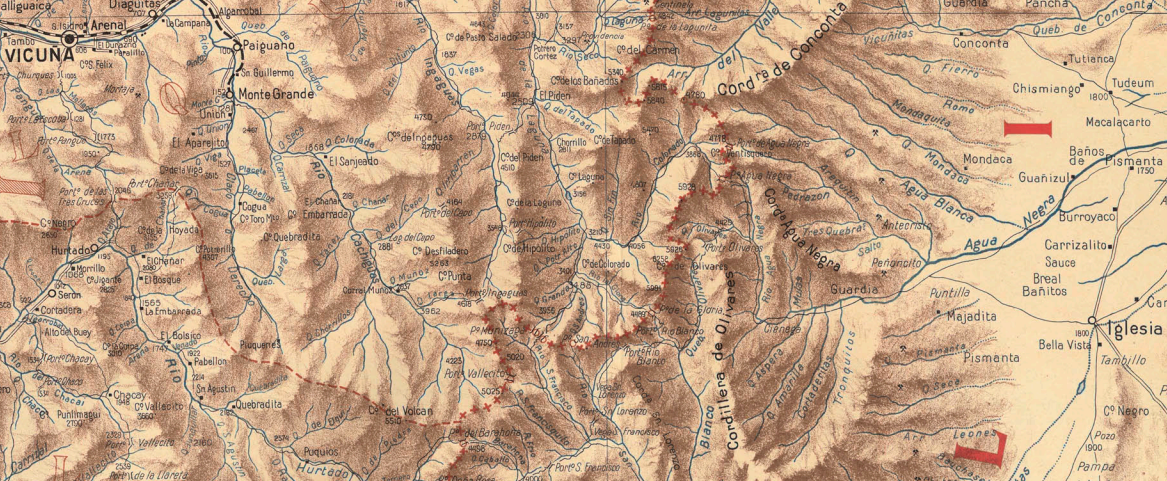
La cordillera de Aguas Negras y la cordillera de Conconta, al este de la ciudad de Vicuña, en el mapa de Chile de 1910, página 16 de Luis Risopatrón.
++++o Límite internacional (o son los hitos).
+-+-+ Límite provincial.
----- Límite departamental.